# Lara Logan
Lara Logan (Durban, 29 de marzo de 1971) es una periodista sudafricana, de radio y televisión quien cubre conflictos y guerras.  Trabajó como periodista para CBS News entre 2002 y 2018.

## Estudios
Logan nació en Durban, Sudáfrica, y de niña estudió en Durban Girls' College.  Se graduó de la Universidad de Natal en Durban en 1992 con una licenciatura en comercio.  Luego obtuvo un diploma en lengua, cultura e historia francesa de la Alliance Française en París.

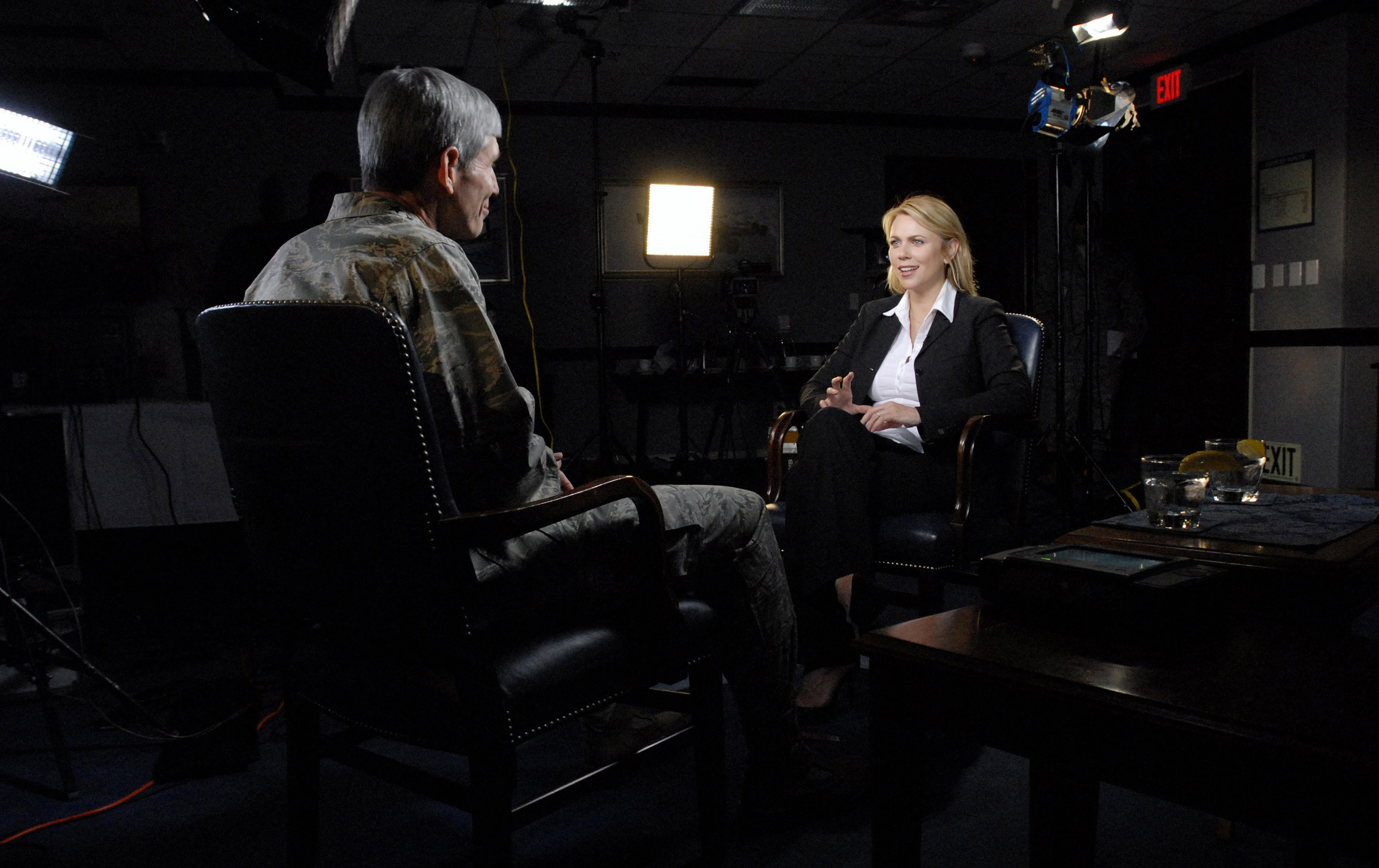
Logan entrevistando al General Norton A. Schwartz, abril 2009

## Trayectoria periodística
Logan trabajó como reportera para el Sunday Tribune en Durban durante sus estudios (1988–1989), y luego para el Daily News (1990–1992) de la ciudad.  En 1992 se unió a Reuters Television en África, como productora.  Después de cuatro años se dedicó al periodismo independiente, obteniendo asignaciones como reportera y editora / productora de ITN y Fox / SKY, CBS News, ABC News (en Londres), NBC y la Unión Europea de Radiodifusión.  También encontró trabajo con CNN, informando sobre incidentes como los atentados con bombas de la embajada de los Estados Unidos en 1998 en Nairobi y Tanzania, el conflicto en Irlanda del Norte y la guerra de Kosovo.
Logan fue contratada en 2000 por GMTV Breakfast Television (en el Reino Unido) como periodista; ella también trabajó con CBS News Radio como periodista independiente.  Días después de los ataques del 11 de septiembre, le pidió a un empleado de la embajada rusa en Londres que le diera una visa para viajar a Afganistán.  En noviembre de 2001, mientras estaba en Afganistán trabajando para GMTV, se infiltró en la Alianza del Norte respaldada por estadounidenses y británicos y entrevistó a su comandante, el general Babajan, en la Base Aérea de Bagram.
CBS News le ofreció un puesto de periodista a tiempo completo en 2002.  Pasó gran parte de los próximos cuatro años reportando desde el campo de batalla, incluidas las zonas de guerra en Afganistán e Irak, a menudo integradas con las Fuerzas Armadas de los Estados Unidos.  Pero también entrevistó a figuras famosas y exploradores como Robert Ballard, descubridor del naufragio del RMS Titanic.  Muchos de sus informes fueron por 60 minutos II.  También es colaboradora habitual de CBS Evening News, The Early Show y Face the Nation.  En febrero de 2006, Logan fue ascendido a "Periodista de Asuntos Exteriores" para CBS News.
A fines de enero de 2007, Logan presentó un informe de combates en la calle Haifa en Bagdad, pero CBS Evening News no publicó el informe; considerándolo "un poco fuerte".  Para revertir la decisión, Logan alistó apoyo público; solicitándole a sus seguidores que viesen la historia y compartiesen el enlace a la mayor cantidad posible de amigos y conocidos, porque debería ser vista.
Logan fue criticada en junio de 2010 por sus comentarios sobre otro periodista, Michael Hastings, y su opinión de que los reporteros que se integran con el ejército no deberían escribir sobre la burla general que escuchan.  Un artículo de Hastings in Rolling Stone ese mes citaba al general Stanley A. McChrystal y su personal, comentarios que Hastings escuchó mientras viajaba con McChrystal, criticando al vicepresidente de los EE. UU. Joe Biden y otros funcionarios, después de lo cual el presidente Obama despidió a McChrystal como comandante en Afganistán.  Logan le dijo a CNN que los informes de Hastings habían violado un acuerdo tácito entre reporteros que viajan con personal militar para no reportar comentarios casuales que pasen entre ellos.
Al citar su declaración, "quiero decir, la pregunta es, realmente, ¿qué hacen el General McChrystal y sus ayudantes tan atrozmente, que merecen terminar una carrera como la de McChrystal?  Quiero decir, Michael Hastings nunca ha servido a su país como lo ha hecho McChrystal".  El experiodista de CNN, Jamie McIntyre, dijo que lo que hicieron fue realmente atroz, y que sus comentarios "desafortunadamente reforzaron el peor estereotipo de los reporteros que 'se integran' con oficiales militares de alto rango pero que en realidad están 'en la cama' con ellos".  Continuó citando la declaración del almirante Mike Mullen de que el personal militar debe ser neutral y no debe criticar a los líderes civiles. 
Glenn Greenwald, de Salon, escribió que había hecho informes valientes a lo largo de los años, pero que había llegado a considerarse parte del gobierno y del ejército.

## Reportando desde Egipto y ataque sexual
Logan y su equipo de CBS fueron arrestados y detenidos por una noche por el ejército egipcio el 3 de febrero de 2011, mientras cubrían la revolución egipcia.  Ella dijo que miembros de su equipo fueron vendados y esposados a punta de pistola, y que el conductor fue golpeado.  Se les aconsejó que abandonaran el país, pero luego fueron liberados.
El 15 de febrero de 2011, CBS News publicó una declaración de que Logan había sido golpeada y agredida sexualmente el 11 de febrero, mientras cubría las celebraciones en la Plaza Tahrir tras la renuncia de Hosni Mubarak.  CBS 60 Minutes emitió una entrevista con ella al respecto el 1 de mayo de 2011; ella dijo que estaba hablando abiertamente debido a la prevalencia del asalto sexual en Egipto, y para romper el silencio sobre la violencia sexual, las reporteras se muestran reacias a informar en caso de que les impida hacer su trabajo.
Ella dijo que el incidente involucró de 200 a 300 hombres y duró alrededor de 25 minutos.  Ella había estado informando las celebraciones durante una hora sin incidentes cuando la batería de su cámara falló. Un miembro del equipo egipcio de la CBS sugirió que se fueran, y le dijo que más tarde escuchó que la multitud hacía comentarios sexuales inapropiados sobre ella. Sintió las manos tocarla, y se la oía gritar "para", justo cuando la cámara se quedó sin batería. Uno de la multitud gritó que ella era israelí, judía, una afirmación que CBS dijo que, aunque falsa, fue como "echarle gasolina al fuego". Explicó que le arrancaron la ropa y, que la violaron con las manos, mientras tomaban fotografías con sus teléfonos celulares. Comenzaron a tirar de su cuerpo en diferentes direcciones, también arrancándole el pelo tan fuerte que dijo que parecía que estaban tratando de arrancarle la piel del cráneo. Creyendo que estaba muriendo, fue arrastrada a lo largo de la plaza hasta donde la multitud fue detenida por una cerca, junto a la cual un grupo de mujeres estaban acampando.  Una mujer que llevaba un chador puso sus brazos alrededor de Logan, y las otras mujeres la rodearon, mientras que algunos hombres que estaban con las mujeres arrojaron agua a la multitud.  Un grupo de soldados apareció, golpeó a la multitud con bastones, y uno de ellos lanzó a Logan sobre su hombro. Fue trasladada de regreso a los Estados Unidos al día siguiente, donde pasó cuatro días en el hospital. Fue contactada por el presidente Obama cuando llegó a casa.  CBS dijo que no estaba claro quiénes fueron los atacantes, y que es poco probable que alguien fuera arrestado.

## Comentarios sobre Afganistán y Libia
En octubre de 2012, Logan pronunció un discurso antes del almuerzo anual de la Asociación para un Mejor Gobierno en el que criticó duramente las declaraciones de la Administración Obama sobre la Guerra en Afganistán y otros conflictos en el mundo árabe.  En particular, Logan criticó las afirmaciones de la Administración Obama de que los talibanes se estaban debilitando en Afganistán y calificaron a esas afirmaciones como "una gran mentira" hecha en preparación para poner fin al rol militar de los EE. UU. En ese país.  También declaró que esperaba que Estados Unidos "se vengue" por el ataque de Benghazi de 2012, en el que el personal diplomático de Estados Unidos fue atacado y asesinado en Libia.

## Informe de Benghazi con errores
El 8 de noviembre de 2013, Logan fue a CBS This Morning para disculparse por un informe inexacto de 60 minutos sobre el ataque de Benghazi, que se había emitido el 27 de octubre.  Indicó que una investigación descubrió que la fuente de gran parte de su informe era inexacta y lo atribuyó a Dylan Davies, gerente de la fuerza de guardia local en la Embajada de los Estados Unidos en Benghazi.  Logan dijo que mintió acerca de la información, pero insistió en que investigaran su credibilidad y confiaran en cosas como las fotografías y los documentos que entregó.  En retrospectiva, Logan dijo que se enteraron de que la historia contada por Davies no coincidía con lo que contó a los investigadores federales.  "Sabes que lo más importante para cada persona en 60 minutos es la verdad", dijo en la disculpa en el programa matutino.  "Y hoy la verdad es que cometimos un error.  Y eso es ah   ... eso es muy decepcionante para cualquier periodista.  Eso es muy decepcionante para mí".  Logan agregó: "A nadie le gusta admitir que ha cometido un error.  Pero si lo haces, tienes que levantarte y asumir la responsabilidad.  - Y tienes que decir que estabas equivocado.  Y en este caso nos equivocamos ".  Jeremy Holden, de Media Matters for America, y Michael Calderone, de The Huffington Post, la criticaron por esta disculpa, porque consideraron que la disculpa era inadecuada.
El 26 de noviembre de 2013, Logan fue suspensdida del trabajo debido a los errores en el informe de Benghazi. Al Ortiz, Director Ejecutivo de Estándares y Prácticas para CBS News, escribió en un memorándum: "Logan pronunció un discurso en el que tomó una posición pública sólida argumentando que el gobierno de los EE. UU. Estaba tergiversando la amenaza de Al Qaeda e instó a que los EE. UU. debe tomar en respuesta al ataque de Bengasi.  Desde la perspectiva de los Estándares de Noticias de la CBS, existe un conflicto al adoptar una posición pública sobre el manejo del gobierno de Benghazi y Al Qaeda, mientras se continúa informando sobre la historia ".

## Vida personal
Se casó con Jason Siemon, un jugador de baloncesto profesional en el Reino Unido, pero el matrimonio terminó en divorcio. En 2008 se casó con Joseph Burkett, un contratista de defensa del gobierno de EE. UU. de Texas, a quien había conocido años antes en Afganistán.  Viven en Washington, DC, con su hijo Joseph (nacido en diciembre de 2008), su hija Lola (nacida en marzo de 2010), y la hija de Burkett, Ashley, de un matrimonio anterior.